# 警察労働組合
警察労働組合（けいさつろうどうくみあい、ドイツ語：Gewerkschaft der Polizei、略称：GdP）は、ドイツ連邦共和国にある労働組合の一つで、181,000人の組合員を要しており、ドイツ労働総同盟（DGB）の八大加盟団体の一角をなしている。警察労働組合は三つあるドイツのおける公務員労働組合の一つ（他にはドイツ警察労働組合：de:Deutsche Polizeigewerkschaft とドイツ公務員組合：de:DBB Beamtenbund und Tarifunion がある）であり、そして刑事警察構成員を対象としている。

## 歴史
警察労働組合は1950年9月14日にハンブルクにて連邦レベルの団体として設立される。前進組織は既に1949年に登場しており、イギリス占領地域であるハンブルク市、ニーダーザクセン州、ノルトライン＝ヴェストファーレン州、シュレースヴィヒ＝ホルシュタイン州および西ベルリンでみられた。これらは1950年3月16日に異なる各団体は組合連合を結成する。
警察労働組合は1978年4月1日にドイツ労働総同盟（DGB）に加盟する。欧州レベルでは欧州警察連盟（EuroCOP）に加盟している。警察労働組合は連邦事務局をベルリンとヒルデンの2ヶ所に有している。

## 目的
警察労働組合は警察および税関職員や退職者の公共、経済的、環境的、社会的および文化的利益を代表する。これは公務に関わる一般的な労働と生活条件の改善に務める。警察労働組合は政府、行政、政党および宗教団体から独立している。
警察労働組合は単なる労働組合にとどまらず、専門職団体としても機能している。警察労働組合はドイツ労働総同盟のなかでも特別の地位を有している。労働団体としてだけでなく、実務においても利益を追求し、職能団体として刑事政策、犯罪原因、交通政策、監視と統制の強化、刑法の発展、警察機構と業務および警察の教育訓練の開発など重要事項に取り組む。警察労働組合の目標は労働協約、必要に応じた当局との交渉になど法律上の行為によって達成される。警察労働組合は職員協会（de:Personalvertretung）の選挙に参加し職務執行を支援する。警察労働組合は月刊誌「ドイツ警察（Deutsche Polizei）」、年四回の季刊誌「犯罪警察（Die Kriminalpolizei）」を発行し、ドイツ警察論文出版社（de:Verlag Deutsche Polizeiliteratur）が提供している。

## 歴代の委員長
| 氏名                                           | 期間            |
| ---------------------------------------------- | --------------- |
| フリッツ・シュルト Fritz Schulte               | 1950年 - 1955年 |
| フリッツ・プロイス Fritz Preuß                 | 1955年 - 1956年 |
| フリッツ・ケーラー Fritz Kehler                | 1956年 - 1958年 |
| ヴェルナー・クールマン Werner Kuhlmann         | 1958年 - 1975年 |
| ヘルムート・シェルマッハー Helmut Schirrmacher | 1975年 - 1981年 |
| ギュンター・シュレーダー Günter Schröder       | 1981年 - 1986年 |
| ヘルマン・ルッツ Hermann Lutz                  | 1986年 - 1998年 |
| ノルベルト・シュピンラート Norbert Spinrath    | 1998年 - 2000年 |
| コンラート・フライベルク Konrad Freiberg       | 2000年 - 2010年 |
| ベルンハルト・ヴィッタウト Bernhard Witthaut   | 2010年 - 2013年 |
| オリバー・マルヒョー Oliver Malchow            | 2013年 -        |